# Griff der Kleopatra

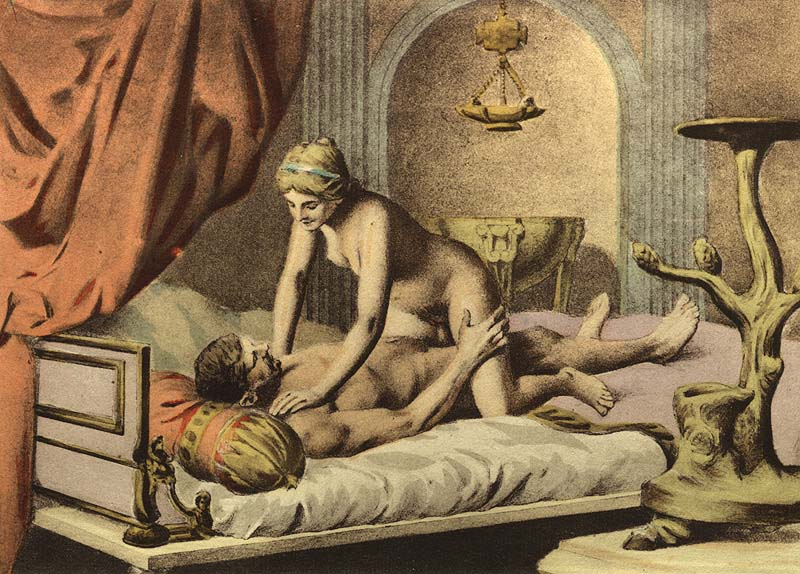
In der Reitstellung kann der Mann passiv sein, während die Frau die Initiative ergreift. (Gemälde von Édouard-Henri Avril)

Der Griff der Kleopatra (Kleopatras Griff), auch als Schamlippenkuss bekannt, bezeichnet eine Sexualpraktik.
Beim Griff der Kleopatra wird die Beckenbodenmuskulatur, die den Eingang der Vagina und die Schwellkörper (Schwellkörpersystem des Scheidenvorhofs) umschließt, kontrahiert, um so den eingeführten Penis zu massieren. Der Mann liegt bei der Stellung flach auf dem Rücken. Beide Partner verhalten sich still, ohne ihre Hüften zu bewegen und ohne rhythmische Stöße. Die auf allen vieren über dem Mann kniende Frau zieht den erigierten Penis durch An- und Entspannen ihrer Vaginalmuskeln in sich hinein. Die Frau benötigt für die Praktik starke Vaginalmuskulatur und Übung. Das Anspannen der Beckenbodenmuskulatur wirkt für sie lustfördernd. Die Technik ist im Tantra als Pompoir (Tamil) bekannt. Weitere Begriffe sind Bhaga Asana (Sanskrit) und Playing the flute (englisch).
Kabazzah nennt man im Tantra eine Frau mit trainierter Beckenbodenmuskulatur, der Begriff wird aber auch für eine ähnliche Technik gebraucht (nicht zu verwechseln mit Karezza), bei der die Frau zusätzlich ihre Bauchmuskulatur nutzt. Das Wort tauchte erstmals in einer Übersetzung des Ananga Ranga durch Richard Francis Burton auf. Eine ähnliche Stellung im Kamasutra, bei der die Frau dem Mann den Rücken zuwendet, wird Vadavaka (The Mare’s Trick, Der Trick der Stute) genannt.